# Pseudatteria splendens
Pseudatteria splendens es una especie de polilla del género Pseudatteria, familia Tortricidae.
Fue descrita científicamente por Druce en 1901.